# Jeden den (kniha)
Jeden den (anglicky One Day) je psychologický román britského spisovatele a scenáristy Davida Nichollse z roku 2011.
Kniha se stala britským bestsellerem. Jenom ve Velké Británii se prodala několik stovek tisíc výtisků (náklonnost ke knize projevila i Camilla, vévodkyně z Cornwallu).

## Obsah
Emma Morleyová a Dexter Meyhew se seznámili na večírku jejich promoce 15. července 1988. Poté se každá rok pouze v tento datum "15. července" setkají po celých 20 let. Zůstávají však pouze přátelé.

### Postavy
- Emma Morleyová (Em)
- Dexter Meyhew (Dex)

## Filmové zpracování
V roce 2011 byl natočen na motivy této knihy stejnojmenný film režisérkou Lone Scherfig, v hlavním rolích Anne Hathawayová a Jim Sturgess. V roce 2024 byl uveden na Netflixu čtrnáctidílný seriál v hlavních rolí s Ambikou Mod a s Leo Woodallem.

## Zajímavosti
Stejný motiv setkání dvou lidí v jednom určitém dni se objevuje i v divadelní hře Příští rok ve stejnou dobu - "Stalo se 1. září".